# Греко-римская борьба на летних Олимпийских играх 1952 — до 79 кг
Соревнования по греко-римской борьбе в рамках Олимпийских игр 1952 года в среднем весе (до 79 килограммов) прошли в Хельсинки с 24 по 27 июля 1952 года в «Exhibition Hall I».
Турнир проводился по системе с начислением штрафных баллов. За чистую победу штрафные баллы не начислялись, за победу по очкам борец получал один штрафной балл, за любое поражение (по очкам со счётом 2-1, со счётом 3-0 или чистое поражение) — три штрафных балла. Борец, набравший пять штрафных баллов, из турнира выбывал. Трое оставшихся борцов выходили в финал, проводили встречи между собой. Схватка по регламенту турнира продолжалась 15 минут. Если в течение первых десяти минут не было зафиксировано туше, то судьи могли определить борца, имеющего преимущество. Если преимущество никому не отдавалось, то назначалось шесть минут борьбы в партере, при этом каждый из борцов находился внизу по три минуты (очередность определялась жребием). Если кому-то из борцов было отдано преимущество, то он имел право выбора следующих шести минут борьбы: либо в партере сверху, либо в стойке. Если по истечении шести минут не фиксировалась чистая победа, то оставшиеся четыре минуты борцы боролись в стойке.
В среднем весе боролись 11 участников. Неоспоримым фаворитом был швед Аксель Грёнберг, действующий олимпийский чемпион и чемпион мира. Ему мог составить конкуренцию Али Оздемир, вице-чемпион мира 1950 года, но он выбыл в третьем круге. Грёнберг уверенно вышел в финал, но там уже не выступал, поскольку своих конкурентов финна Калерво Раухала и советского борца Николая Белова он уже победил в первом и четвёртом кругах соответственно. Финальная встреча проводилась между Беловым и Раухалой, и чистая победа Белова в этой встрече приносила бы ему золотую медаль, так как несмотря на поражение от Грёнберга, Белов выигрывал у того по штрафным баллам. Но Белов проиграл Раухале, что отправило его на третье место. 

## Призовые места
- Аксель Грёнберг (SWE)
- Калерво Раухала (FIN)
- Николай Белов (URS)

## Первый круг
| Штрафных баллов | Участник 1            | Результат   | Участник 2                  | Штрафных баллов |
| --------------- | --------------------- | ----------- | --------------------------- | --------------- |
| 1               | Густав Гоке (GER)     | 2-1         | Эрколе Галлегати (ITA)      | 3               |
| 1               | Аксель Грёнберг (SWE) | 3-0         | Калерво Раухала (FIN)       | 3               |
| 1               | Али Оздемир (TUR)     | 2-1         | Адель Ибрагим Мустафа (EGY) | 3               |
| 1               | Дюла Немети (HUN)     | 3-0         | Ларс Билет (NOR)            | 3               |
| 0               | Николай Белов (URS)   | Туше (2:17) | Ёжи Грыт (POL)              | 3               |
| 0               | Эмиль Куртуа (BEL)    | Пропускал   |                             |                 |

## Второй круг
| Штрафных баллов | Участник 1             | Результат   | Участник 2                  | Штрафных баллов |
| --------------- | ---------------------- | ----------- | --------------------------- | --------------- |
| 3               | Эрколе Галлегати (ITA) | Туше (6:56) | Эмиль Куртуа (BEL)          | 3               |
| 2               | Аксель Грёнберг (SWE)  | 3-0         | Густав Гоке (GER)           | 4               |
| 4               | Калерво Раухала (FIN)  | 3-0         | Адель Ибрагим Мустафа (EGY) | 6               |
| 2               | Али Оздемир (TUR)      | 3-0         | Ларс Билет (NOR)            | 6               |
| 1               | Дюла Немети (HUN)      | Туше (8:26) | Ёжи Грыт (POL)              | 6               |
| 0               | Николай Белов (URS)    | Пропускал   |                             |                 |

## Третий круг
| Штрафных баллов | Участник 1            | Результат      | Участник 2             | Штрафных баллов |
| --------------- | --------------------- | -------------- | ---------------------- | --------------- |
| 0               | Николай Белов (URS)   | Отказ (травма) | Эмиль Куртуа (BEL)     | 6               |
| 3               | Аксель Грёнберг (SWE) | 3-0            | Эрколе Галлегати (ITA) | 6               |
| 4               | Калерво Раухала (FIN) | Туше (11:06)   | Густав Гоке (GER)      | 7               |
| 2               | Дюла Немети (HUN)     | 3-0            | Али Оздемир (TUR)      | 5               |

## Четвёртый круг
| Штрафных баллов | Участник 1            | Результат | Участник 2          | Штрафных баллов |
| --------------- | --------------------- | --------- | ------------------- | --------------- |
| 4               | Аксель Грёнберг (SWE) | 3-0       | Николай Белов (URS) | 3               |
| 5               | Калерво Раухала (FIN) | 3-0       | Дюла Немети (HUN)   | 5               |

## Финал

### Встреча 1
| Штрафных баллов | Участник 1            | Результат | Участник 2          | Штрафных баллов |
| --------------- | --------------------- | --------- | ------------------- | --------------- |
| 6               | Калерво Раухала (FIN) | 3-0       | Николай Белов (URS) | 6               |
| 4               | Аксель Грёнберг (SWE) | Пропускал |                     |                 |